# Samsung Wallet
，是由三星电子开发的一款电子钱包软件，且在三星大部分运行One UI的机型上提供，并于2022年10月中旬在中国大陆地区陆续上线。

## 历史
“三星钱包”这个名字起初是用于在2013年推出的同名钱包系统，之后于2015年起迁移至三星智付，但后来三星钱包的支付功能也仍被叫做“Samsung Pay”。

## 功能
目前，三星钱包仍只提供银行卡、交通卡、數位鑰匙、旅遊票券、活動門券、會員卡、優惠券等功能。
三星钱包还支持北上广及部分省会和计划单列市，第三方移动支付账户（包括支付宝、微信支付、京东闪付等），以及香港（smart octopus）和台湾（悠游卡）的交通卡，但由于某些原因，一些在中国其他地区或其他国家发售的三星手机有可能会受到影响。